# مواد هوشمند در صنعت پزشکی
موادهوشمند در صنعت پزشکی (به انگلیسی: Smart materials in the medical industry) یک پیشرفت قابل توجه را به همراه داشته‌اند. این تکنولوژی‌ها، با جمع‌آوری داده‌های دقیق و پیشرفته، توانسته‌اند بهبود قابل ملاحظه‌ای در تشخیص بیماری‌ها و ترتیب درمان فراهم آورند.
مفهوم مواد هوشمند در پزشکی شامل استفاده از سنسورها، نانومواد، و فناوری‌های کنترلی متقدم می‌شود که امکان تعامل هوشمندانه با دستگاه‌ها و تجهیزات پزشکی را فراهم می‌کنند. این مواد نه تنها بر دقت تشخیص و درمان افزوده‌اند بلکه به ارتقاء بهره‌وری در فرآیندهای پزشکی و افزایش سطح اطمینان در ابزارهای پزشکی کمک می‌کنند. اهمیت استفاده از این تکنولوژی در بهبود سلامت و کاهش هزینه‌های درمان ناشی از خطاها و تاخیرها در تشخیص بیماری‌ها قابل تأکید است.
با رشد روزافزون تکنولوژی، مواد هوشمند در پزشکی به عنوان یک راهکار مبتنی بر داده‌های دقیق و قابل اطمینان، به یکی از پایه‌های مهم توسعه پزشکی تبدیل شده‌اند.

## خصوصیات و انواع مواد هوشمند در پزشکی
خصوصیات اصلی مواد هوشمند در پزشکی شامل حساسیت بالا به تغییرات، قابلیت ارتباط بی‌سیم، و توانایی تفکیک دقیق در نواحی مختلف می‌باشد. انواع مواد هوشمند شامل سنسورهای پوشیدنی برای پایش فشار خون و گلوکز، نانومواد در تصویربرداری پزشکی، و سیستم‌های کنترلی جهت ارتقاء تجهیزات پزشکی مختلف هستند. توانایی این مواد در تغییر شکل، اندازه، و ویژگی‌های فیزیکی در پاسخ به شرایط محیطی مختلف، امکان افزایش دقت و کارایی آنها را فراهم می‌سازد.

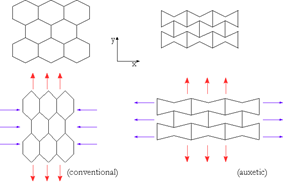

این خصوصیات بیشتر بهبود یافته توانسته‌اند مواد هوشمند را به یکی از ابزارهای کلیدی در جهت بهبود تشخیص و درمان در حوزه پزشکی تبدیل کنند. امکان اتصال این مواد به شبکه‌های هوشمند به سرعت در حلقه توسعه تکنولوژی پزشکی گره خورده است.

## کاربردها
از مواد هوشمند در دستگاه‌های پزشکی مختلف مانند سنسورهای پوشیدنی برای پایش فشار خون و گلوکز خون، می‌توان بهبود قابل توجهی در تشخیص بیماری‌ها و پیشگیری از تعدادی از مشکلات پزشکی مشاهده کرد. سیستم‌های هوشمند کنترلی که با استفاده از این مواد ایجاد می‌شوند، می‌توانند به بهبود عملکرد و دقت تجهیزات پزشکی کمک کرده و درمان‌های مؤثرتری فراهم آورند. انواع مختلف نانومواد در تصویربرداری پزشکی، مانند تشخیص زودهنگام سرطان یا مشکلات قلبی، مثال‌های دیگری از کاربردهای این مواد در پزشکی هستند.

### سنسورهای پوشیدنی
سنسورهای پوشیدنی، دستگاه‌های حسگری هستند که به صورت مستقیم بر روی بدن یا در نزدیکی آن قرار می‌گیرند و اطلاعات مرتبط با فعالیت‌ها و شاخص‌های حیاتی را جمع‌آوری می‌کنند. این تکنولوژی به‌طور گسترده در حوزه بهداشت و سلامت مورد استفاده قرار می‌گیرد و امکان پایش بهبود وضعیت سلامت را فراهم می‌کند. سنسورهای پوشیدنی عموماً به صورت نازک و خفیف طراحی شده‌اند و به راحتی بر روی بدن قابل پوشش هستند. بسیاری از سنسورهای پوشیدنی از فناوری بی‌سیم مانند بلوتوث یا Wi-Fi برای ارسال داده‌ها به دستگاه‌های متصل به اینترنت استفاده می‌کنند. برخی از مدل‌های سنسورهای پوشیدنی مقاوم در برابر آب هستند که این امر اجازه استفاده آسان در شرایط ورزشی یا آبی را می‌دهد.
به عنوان مثال، سنسورهای پوشیدنی می‌توانند در پایش به‌روز رسانی‌های زنده از وضعیت سلامت بیماران فراهم کنند و اطلاعات بیشتری به پزشکان برای ارائه درمان‌های دقیق‌تر ارائه دهند. این دستگاه‌ها با بهره‌مندی از مواد هوشمند و تکنولوژی حسگرها، اطلاعات دقیقی از فعالیت‌های بدنی، شاخص‌های حیاتی، و شرایط سلامت فرد جمع‌آوری می‌کنند. سنسورهای پوشیدنی می‌توانند فشار خون، ضربان قلب، میزان فعالیت فیزیکی، و حتی شاخص‌های خواب را پایش کنند. این کاربرد از مواد هوشمند به پزشکان و بیماران این امکان را می‌دهد تا بر اساس داده‌های دقیق تر، برنامه‌های بهداشتی و درمانی را بهینه‌تر تنظیم کنند. همچنین، در موارد اورژانس، این فناوری می‌تواند به صورت خودکار اطلاعات به پزشکان ارسال کند تا در صورت نیاز، تدابیر اورژانسی به سرعت انجام شود. این اطلاعات به صورت زنده به دستگاه‌های هوشمند یا سرورهای ابری ارسال شده و از طریق نرم‌افزارهای مختلف مورد تحلیل قرار می‌گیرند.
استفاده از مواد هوشمند در پزشکی به عنوان یک ابزار پیشرفته، توانسته است تا نقل و انتقال داده‌های به دست آمده به سرعت راحت‌تر شود و همین امر بهبود پیگیری و مدیریت بیماران را تسهیل می‌کند.

## تأثیر در صنعت پزشکی
مواد هوشمند در پزشکی باعث بهبود عملکرد دقیقتر دستگاه‌ها و تجهیزات پزشکی شده و به دلیل دقت بالا، احتمال خطاها و ناکارآمدی در تشخیص و درمان را کاهش داده‌اند. این مواد با افزایش بهره‌وری در فرآیندهای پزشکی، به کاهش هزینه‌های درمان ناشی از خطاها و تاخیرها کمک می‌کنند و به عنوان یک جایگزین هوشمند برای روش‌های سنتی پزشکی در حال توسعه هستند.
تأثیر مثبت مواد هوشمند در صنعت پزشکی نه تنها به بهبود فرآیندهای درمانی بلکه به تجدید نظر در راهبردها و فرآیندهای بهداشت عمومی نیز منجر شده است. این تکنولوژی به پزشکان ابزارهایی با دقت بالا را ارائه می‌دهد که می‌توانند در تشخیص زودهنگام بیماری‌ها، مانیتورینگ دقیق بیماران، و تهیه نقشه‌های سلامت فردی برای بهبود ترتیب درمان استفاده شوند. تأثیر به‌وجودآمده از مواد هوشمند در پزشکی نه تنها در سطح بالینی بلکه در تحقیقات پزشکی و توسعه فناوری‌های جدید نیز به وضوح قابل مشاهده است.

## نانوتکنولوژی در مواد هوشمند پزشکی
نانوتکنولوژی یکی از جوانترین حوزه‌های تحقیقاتی است که تأثیر زیادی در توسعه مواد هوشمند در صنعت پزشکی داشته است. در این حوزه، ابعاد مواد به سطح نانومتر کاهش می‌یابد، که این امر تغییرات بزرگی در خواص فیزیکی و شیمیایی آنها ایجاد می‌کند.

## هوش مصنوعی در تحلیل داده‌های مواد هوشمند
استفاده از هوش مصنوعی در تحلیل داده‌های حاصل از مواد هوشمند نیز به عنوان یک بخش مهم از تکنولوژی پزشکی در حال توسعه است. الگوریتم‌های هوش مصنوعی می‌توانند به صورت اتوماتیک داده‌های پویش، مانیتورینگ بیماری‌ها، و حتی پیش‌بینی نیازهای درمانی را تحلیل کرده و به پزشکان کمک کنند تا تصمیمات بهتری بر اساس داده‌های دقیق‌تری بگیرند.
با پیشرفت تکنولوژی، چالش‌هایی همچون مسائل ایمنی و اخلاقی در استفاده از مواد هوشمند پیش آمده‌اند. همچنین، تحقیقات بیشتر در زمینه بهینه‌سازی تولید، کارایی و قابلیت اطمینان این مواد در طول زمان ضروری است. با این وجود، آینده این فناوری در تحولات بزرگی در تشخیص و درمان بیماری‌ها و افزایش کیفیت مراقبت‌های بهداشتی امیدوارکننده به نظر می‌رسد.

مواد هوشمند در صنعت پزشکی باعث تحولات عظیمی در تشخیص، درمان، و پایش بیماران شده‌اند. این فناوری، از نانوتکنولوژی تا سنسورهای پوشیدنی، ارتقاء یافته و نقش مهمی در بهبود کیفیت مراقبت‌های بهداشتی ایفا می‌کند.